# 本川大橋
本川大橋 （ほんせんおおはし）は、新潟県新潟市中央区の信濃川に架かる新潟市道の道路橋梁。

## 概要
信濃川と関屋分水路の分流点、本川下流側に位置する信濃川水門に併設された道路橋梁である。
全長122.20 m、幅12.80 mの5径間桁橋。片側1車線の計2車線を有し、両側に歩道を備える。
信濃川の新潟島側と右岸側を横断する7本の水底トンネル・橋梁の中では交通量が少ない部類だが、それでも国道116号・新潟県道1号新潟小須戸三条線（小須戸線）と新潟市道曽和インター信濃町線（西大通り）とを結ぶ短絡経路として、朝夕のラッシュ時を中心に多くの車両が通行している。
なお、橋梁としては河口より数えて6番目に位置し、上流側には平成大橋が、下流側には千歳大橋がそれぞれ架かっている。

## 歴史
- 1975年（昭和50年）10月 - 信濃川水門の保守管理用の橋梁として供用を開始。
- 1982年（昭和57年）7月 - 新潟市網川原 - 同市有明大橋町（いずれも現中央区）・関屋堀割町間（現西区）を結ぶ市道が全通し、一般車両向けへの供用を開始。